# Maymena cascada
Espèce
Maymena cascada est une espèce d'araignées aranéomorphes de la famille des Mysmenidae.

## Distribution
Cette espèce est endémique du Mexique. Elle se rencontre au Veracruz et en Oaxaca.

## Description
Le mâle holotype mesure 1,5 mm et la femelle 2,1 mm.

## Étymologie
Son nom d'espèce lui a été donné en référence au lieu de sa découverte, la Cueva de la Cascada.

## Publication originale
- Gertsch, 1971 : A report on some Mexican cave spiders. Association for Mexican Cave Studies Bulletin, vol. 4, p. 47-111 (texte intégral).